# شهرستان مکیراس
ناحیهٔ مکیراس (به عربی: مدیریة مکیراس) یک ناحیه در یمن است که در استان بیضاء واقع شده‌است.
ناحیهٔ مکیراس ۴۱٬۵۱۵ نفر جمعیت دارد.